# Lille Madsjön
Lille Madsjön är en sjö i Vårgårda kommun i Västergötland och ingår i Göta älvs huvudavrinningsområde. Sjöns area är 0,038 kvadratkilometer och den är belägen 207 meter över havet.